# Forsete

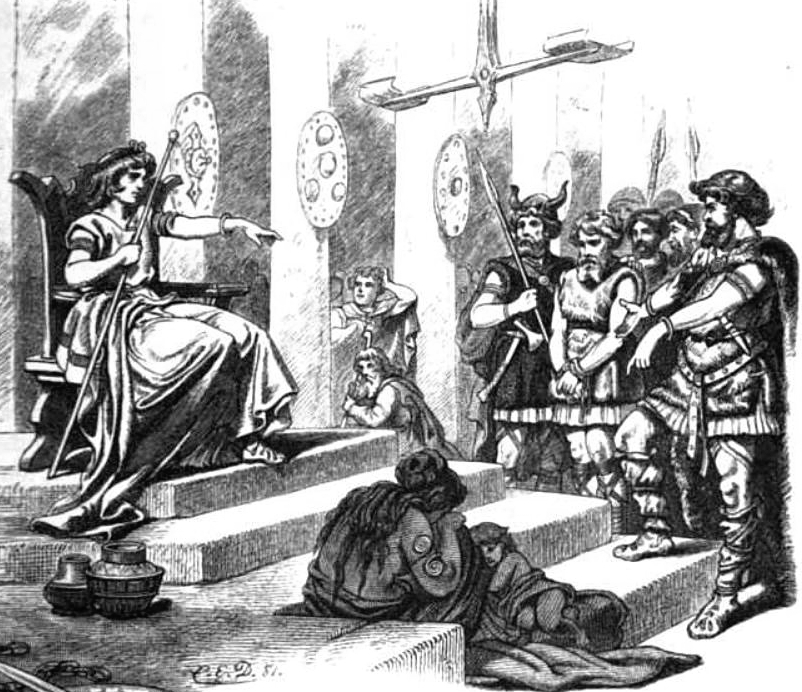
Forsete sitter i rätten. Teckning av Carl Emil Doepler, 1882.

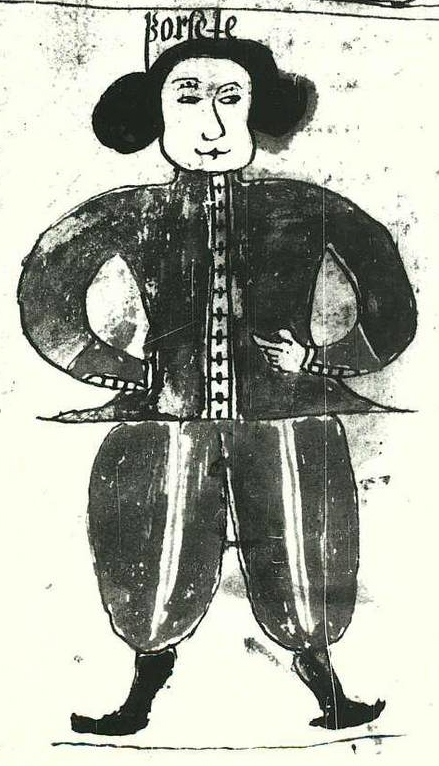
Forsete, cirka 1680. Från ett isländskt manuskript (AM 738 4to)

Forsete (Forseti), d v s "han som har försäte", är enligt Snorre Sturlasson en av gudarna i Asgård. Han har tolkats som rättvisans gud i nordisk mytologi med inriktning som laggivare och domare. Forsete har ibland ansetts vara identisk med gudomen Fosite, som på 600-talet dyrkades av friserna på ön Helgoland. Även Fosite tycks ha varit lagarnas och rättskipningens gud.

## Den nordiske Forsete
I Gylfaginning (32) har Snorre följande att berätta om Forsete:
Forsete heter Balders och Nanna Nepsdotters son. Han äger ett hus i himmelen som heter Glitne, och de som kommer till honom med vanskliga tvistemål, de fara alla förlikta därifrån. Det är det bästa tingsstället i gudars och människors värld. Så har det sagts:
| En sal heter Glitne, med guld är den stöttad, av silver är salhusets tak; Forsete finns där de flesta dagar och medlar i alla mål. | Glitnir heitir salr, hann er gulli studdr ok silfri þakðr it sama; en þar Forseti byggvir flestan dag ok svæfir allar sakar. |  |

Utöver detta är Forsete omnämnd på två ställen i Skáldskaparmál. I dess inledande kapitel finns hans namn på en lista över deltagare i ett gille hållet på Asgård, och i femte kapitlet får man veta att skaldekenningen "Forsetes far" betyder Balder. Hans namn nämns också i Nafnaþulur (þula 22) – men fler uppgifter om Forsete finns inte i den fornvästnordiska litteraturen. Inte heller Saxo Grammaticus känner honom.
Våra källor är alltså Snorre Sturlasson samt den strof i Grímnismál som Snorre själv citerar som källa. Men sista raden i denna strof (och medlar i alla mål) kan vara ett senare tillägg som inte har funnits i den ursprungliga dikten. I så fall bortfaller ganska mycket av Snorres tolkning som bygger på just denna rad, och – som Jan de Vries påpekar – den enda ledtråd som återstår för att förklara Forsetes mytologiska roll blir själva gudanamnet.
Namnet Forsete ger antydningar till lag och rätt, och betyder "den som har försäte", det vill säga den som leder rättsförhandlingarna, förklarar Gro Steinsland. I nutida språkbruk behöver ordet dock inte ha med rättskipning att göra. Forseti är den isländske presidentens officiella titel; forseti alþingis kallas alltingets talman, men också den som sitter som ordförande i en styrelse eller är preses vid en kongress kan kallas forseti.

## Frisernas Fosite
I Alcuins Vita Sancti Willibrordi, en hagiografi över helgonet Willibrord som på 690-talet missionerade bland friserna, omtalas en gudom som tillbads på en ö mellan Friesland och Danmark. Enligt Adam av Bremen skulle det ha rört sig om den ö som i dag heter Helgoland. På ön fanns en källa som var så helig att den som hämtade vatten där måste göra det under tystnad för att inte störa platsens helgd, och inget djur som druckit ur källan fick dödas. Men Willibrord slaktade en ko där, och "vanhelgade" dessutom källan genom kristna dop. Han blev alltså åtalad, men det intressanta är att målet hänsköts till gudens eget avgörande. Tre gånger drogs lott om missionärens öde, och varje gång undgick han den lott som skulle ha medfört en dödsdom. En av hans följeslagare hade dock inte samma tur utan blev dödad. Den gudom som "frikände" Sankt Willibrord hette Fosite och efter honom var ön kallad Fositesland.

### Lex frisionum
Denne Fosite kan möjligen också knytas till en saga om hur friserna fick sin lag – den lag som under Karl den stores regering översattes till latin och kom att kallas Lex frisionum. Enligt denna saga skulle Karl den store ha velat göra en sammanställning av alla de lagar som fanns i hans rike. Från Friesland inkallades tolv delegater för att uppläsa frisernas lag, men de misslyckades och blev som straff satta i en roderlös båt utan åror och drivna till havs. I sin nöd åkallade de Kristus, och plötsligt dök det upp en trettonde man på båten. Han bar en gyllene yxa på axeln, och med den som roder styrde han båten mot land. När de nalkades sin räddning kastade han yxan mot stranden, och där den slog i marken sprang det upp en källa. Sedan samlade han de tolv delegaterna runt källan och lärde dem frisernas lag.
Även om sagan "har fått kristen färgläggning", som H.R. Ellis Davidson uttrycker saken, har många forskare ansett den vara hednisk till sitt ursprung. Den trettonde mannen namnges inte i sagan, men att han uppträder som laggivare vid en källa har ansetts utpeka guden Fosite. Yxan är visserligen ett problem eftersom den bättre skulle ha passat som attribut åt Tor, men att den var av guld kan leda tankarna till den nordiske Forsetes gyllne sal. Man finner också i sagan fraser som skulle kunna gå tillbaka på ålderdomliga allittererande formler, till exempel ene axe up sine axla.

## Fosite och Forsete
Jacob Grimm var den som först framkastade tanken att Fosite och Forsete skulle ha varit samma gudom. Hypotesen har vunnit stor anslutning bland religionshistoriker men kritiserats av språkforskare. Att sätta likhetstecken mellan gudanamnen Fosite och Forseti är "filologiskt omöjligt", menar exempelvis språkforskaren Thomas L. Markey. Jan de Vries ansåg dock att Forseti skulle kunna vara en folketymologisk "översättning" av det saxiska Fosite – på ungefär samma sätt som ordet "skärkötteri" är en folketymologisk ombildning av "charkuteri".
H.R. Ellis Davidson betraktade Fosite och Forsete som samma gudom, och hon påpekade också att det på Onsøy (Odens ö) i Østfold nära Oslofjorden i Norge finns ett gårdsnamn Forsetlund som påminner om det frisiska namnet Fositesland. "Det är sålunda möjligt att gudens dyrkan spritt sig från den frisiska kusten upp till Norge", skriver hon. Även norska mytforskare håller med om denna möjlighet. Gro Steinsland utesluter dock inte att den nordiske Forsete kan ha varit en rent litterär figur, som aldrig har varit föremål för dyrkan.